# Blue Brain Project

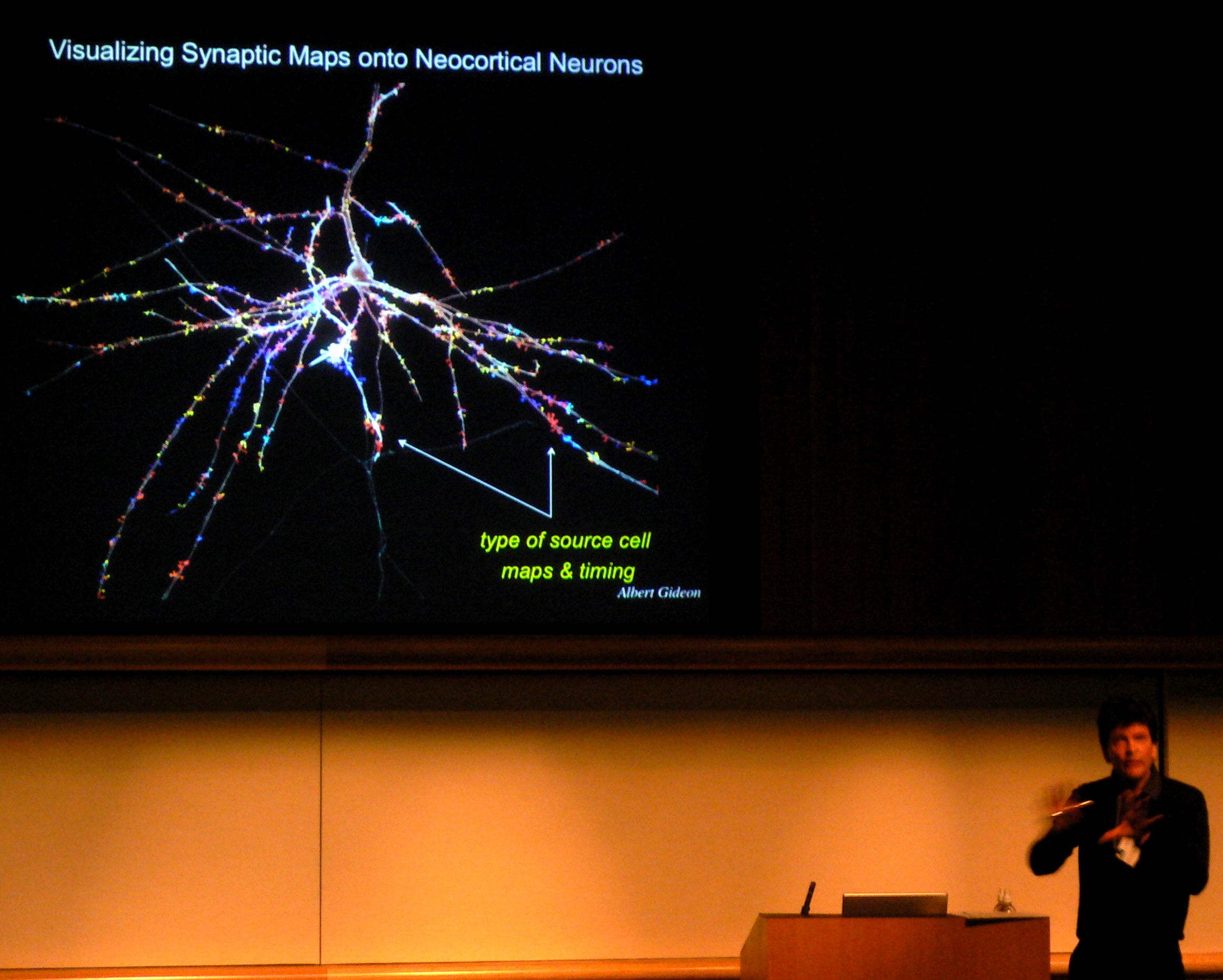
Henry Markram prezentuje wizualizację synaptycznych połączeń symulowanych w projekcie Blue Brain

Blue Brain Project – projekt stworzenia wirtualnego mózgu poprzez symulację komputerową działania każdego neuronu. Został rozpoczęty w maju 2005 roku przez Politechnikę Federalną w Lozannie (EPFL) w Szwajcarii. Obecnie uczestniczy w nim kilka ośrodków w Hiszpanii, Wielkiej Brytanii, USA i Izraelu. Kierownikiem projektu jest Henry Markram.

## Cele
Głównym celem Blue Brain Project jest zrozumienie działania mózgu ssaków za pomocą inżynierii wstecznej. Cele pośrednie, które mają do tego doprowadzić, to:
1. Stworzenie Ośrodka Symulacji Mózgu, w którym możliwe będzie tworzenie symulacji mózgów różnych gatunków, w różnych skalach dokładności i z różnymi zaburzeniami.
2. Udowodnienie skuteczności i dokładności symulacji poprzez stworzenie i przetestowanie szczegółowego modelu kolumny neuronalnej wewnątrz zakrętu zaśrodkowego młodego szczura.
3. Użycie symulacji do odkrycia podstawowych zasad budowy i funkcjonowania mózgu.
4. Wykorzystanie tych zasad do stworzenia większych i dokładniejszych modeli mózgu i opracowanie strategii modelowania całego mózgu człowieka.

Ponieważ kora nowa ludzkiego mózgu, odpowiedzialna za wyższe procesy poznawcze, zawiera 15 – 33 miliardów neuronów, z których każdy może mieć do 10 tysięcy połączeń synaptycznych, Henry Markram szacuje ilość informacji, potrzebnych do odtworzenia jego funkcjonalności na 500 petabajtów.

## Historia
Projekt rozpoczął się w czerwcu 2005 roku, kiedy to EPFL i IBM podpisali umowę o uruchomieniu Blue Brain Project (BBP). Umowa przewidywała instalację superkomputera BlueGene na terenie kampusu EPFL.
W lutym 2006 roku ukazał się artykuł w Nature Reviews Neuroscience autorstwa prof. Henry'ego Markrama opisujący cele i metody projektu. Latem tego roku zespół BBP wygenerował swój pierwszy model kolumny korowej, wykorzystując w tym celu uproszczony model neuronu .
26 listopada 2007 roku zakończyła się pierwsza faza projektu, w ramach której stworzono symulację działania pojedynczej kolumny neuronalnej mózgu szczura. Taka kolumna ma objętość około 0,5 mm3 i zawiera około 10 tysięcy neuronów, około 200 różnych typów, połączonych około 30 milionami synaps. W przeprowadzonej symulacji sieć neuronów była poddawana działaniu sygnałów przypominających te, jakie odbierałyby w mózgu szczura. Zaobserwowano tworzenie się nowych połączeń synaptycznych i reagowanie grup neuronów w synchronicznych wyładowaniach.
W kolejnych latach symulacja została zoptymalizowana i powiększono jej skalę. W czerwcu 2009 roku dzięki inicjatywie CADMOS, superkomputer BlueGene/L został zastąpiony przez BlueGene/P - komputer posiadający dwukrotnie większą liczbę procesorów. W 2011 roku Blue Brain Project zatrudnił nowych inżynierów i naukowców. W listopadzie powiększony zespół przeniósł się do nowej przestrzeni biurowej w EPFL Innovation Park. 
W 2011 roku, za pomocą superkomputera Blue Gene/P o mocy 56 TFLOPS stworzono symulację obwodu zawierającego 100 kolumn neuronalnych. Symulacja zawierała około miliona neuronów i około miliarda połączeń neuronalnych. Odpowiada to skali mózgu pszczoły.
W kwietniu 2015 roku zostało uruchomione Chińsko-Szwajcarskiego Laboratorium Danych Neurobiologicznych, w ramach którego EPFL i Chińska Akademia Nauk będą współpracować nad platformami neuroinformatycznymi, integracją danych i wiedzy, algorytmami do rekonstrukcji mózgu oraz platformami Atlasu mózgu .
W październiku 2015 roku Blue Brain osiągnął ważny kamień milowy, publikując pierwszy szkic cyfrowej rekonstrukcji mikroukładów neokorowych. Artykuł, który ukazał się w czasopiśmie Cell, stanowi najpełniejszy opis dowolnego mikroobwodu neuronowego do tej pory. Zapewnia kompletną cyfrową mapę wszystkich komórek i synaps w bloku tkanki nerwowej i opisuje eksperymenty symulacyjne, które odtwarzają szereg poprzednich eksperymentów in vivo. Innymi słowy, badanie to przedstawia, że jeśli dokładnie uda się skopiować biologię, to wówczas cyfrowa tkanka mózgowa zachowuje się naturalnie tak jak prawdziwa tkanka mózgowa. Co najważniejsze, badanie to przedstawia przypadek symulacji jako użytecznej nowej metody w neuronauce. Dowodzi, że rozumiemy podstawowe właściwości komponentów i połączeń mózgu na tyle dobrze, aby móc rekonstruować i symulować pewne funkcje fizjologiczne. W skrócie oznacza to, że można teraz badać tę cyfrową tkankę niemal tak, jak badałoby się prawdziwą tkankę mózgową .
Na początku 2020 roku wspólnie z naukowcami z Uniwersytetu Hebrajskiego w Jerozolimie, sformułowano unikalne podejście analityczne do wyzwania polegającego na zmniejszeniu złożoności modeli neuronów przy jednoczesnym zachowaniu ich kluczowych funkcji wejścia/wyjścia i możliwości obliczeniowych. „Neuron_Reduce” to nowe narzędzie obliczeniowe, które zapewnia naukowcom prostą możliwość uproszczenia złożonych modeli neuronów dowolnego typu komórek, a jednocześnie wiernie zachowuje ich właściwości wejścia/wyjścia, znacznie skracając czas symulacji. Natomiast międzynarodowa współpraca badawcza z Instytutem Floreya ujawniła dowody na to, że powszechny neuroprzekaźnik może selektywnie regulować pobudliwość neuronów .
W 2020 roku Blue Brain rozpoczął swój wkład w walkę z COVID-19 poprzez wiedzę translacyjną, doświadczenie, udostępnianie nowego oprogramowania i narzędzi.
W 2021 roku Blue Brain udostępniło Brain Molecular Atlas jako oprogramowanie open source i cyfrowo zrekonstruowało architekturę układu Neuro-Glia-Vascular .
Rok 2022 przybliżył do możliwości zbudowania cyfrowych bliźniaków mózgów, znajdując sposób na wykorzystanie wyłącznie matematyki do automatycznego rysowania neuronów w 3D .

### Human Brain Project
Aby umożliwić symulacje w tak dużej skali i uzyskać dostęp do wystarczająco potężnych superkomputerów w 2020 roku, powołano Human Brain Project (HBP).
Projekt ten w styczniu 2013 roku został uznany za Europejski Projekt Flagowy.

## Finansowanie

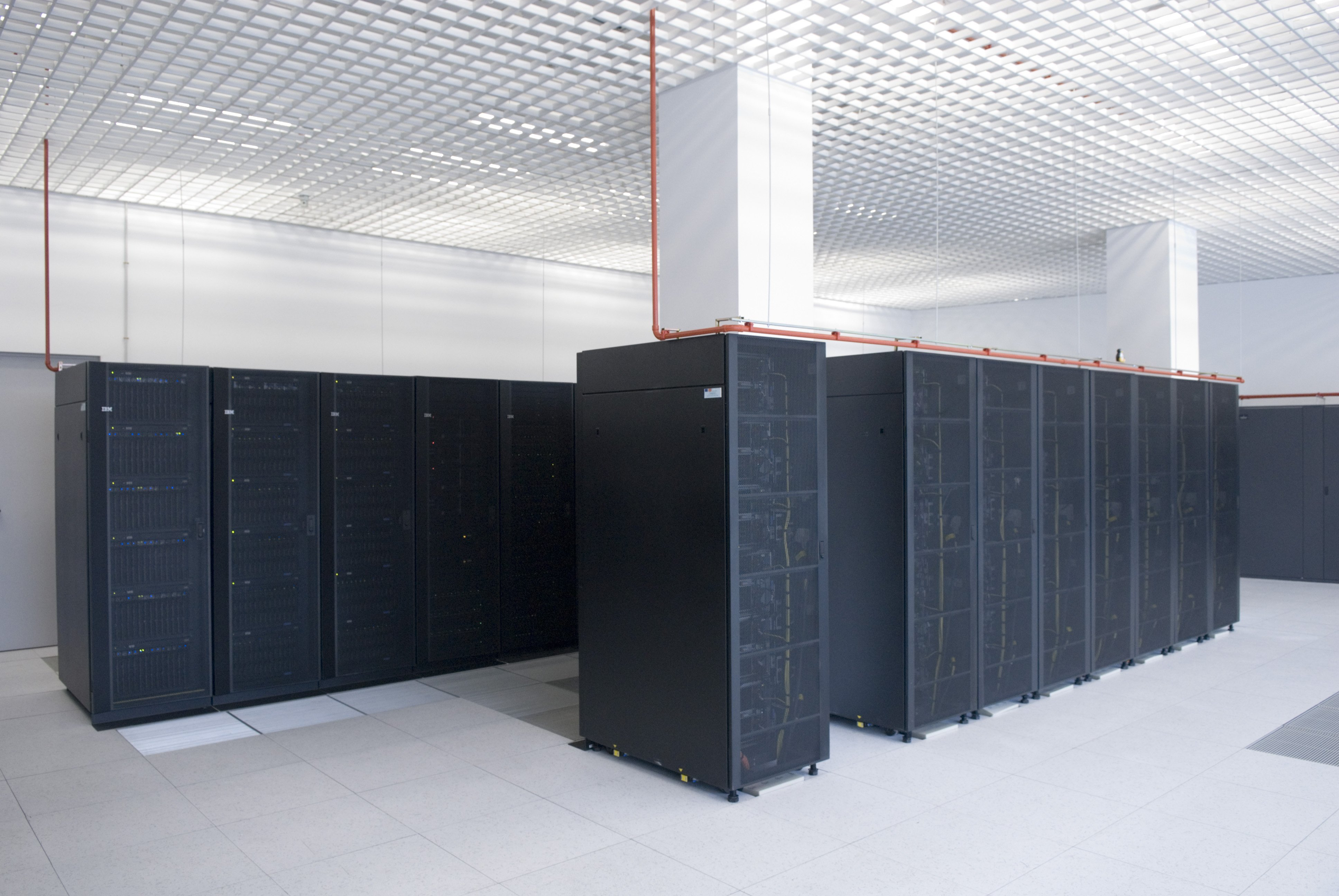
Superkomputer Magerit uczestniczący w projekcie Blue Brain

Od 2013 do 2024 roku projekt był finansowany głównie przez szwajcarski rząd, kwotą około 22 milionów dolarów rocznie . Pozostałe fundusze pochodzą z dotacji i darowizn. 
Politechnika w Lozannie zakupiła na potrzeby projektu superkomputer Blue Gene po obniżonej cenie, ponieważ IBM był zainteresowany odkrywaniem różnych zastosowań dla tego komputera.
W projekcie uczestniczy również Politechnika Madrycka, udostępniając superkomputer Magerit oraz specjalnie zaprojektowany mikroskop do badania mózgu.
Dodatkowe finansowanie pochodzi z grantów naukowych, takich jak Human Brain Project (HBP) Komisja Europejska (BBP jest jej projektem flagowym). Finansowanie z grantu HBP stanowi około 5% budżetu BBP .